# Komboul
Komboul est un village camerounais de la région de l'Est. Il se situe dans le département de Lom-et-Djérem et il dépend de la commune de Garoua-Boulaï et du canton de Mboum-Nord. 
Il se situe sur la route de Garoua-Boulaï à Meiganga.

## Population
D'après le recensement de 1966, le village comptait cette année-là 230 habitants. Il en comptait 391 en 2005 et 630 en 2011 dont 284 jeunes de moins de 16 ans et 106 enfants de moins de 5 ans. 

## Infrastructures
Le plan communal de développement de Garoua-Boulaï prévoyait en 2011 la rénovation de l'école avec l'ajout de deux salles de classe ainsi que la construction d'un bloc de latrines et d'un point d'eau. 
Ce plan indique aussi la construction d'un pont Komboul reliant Bindiba et Minkala. 